# Mont Steele
El Mont Steele (en anglès Mount Steele) és la cinquena muntanya més alta del Canadà i onzena d'Amèrica del Nord. El seu cim s'eleva fins als 5.073 msnm, mentre que un cim secundari, que es troba al sud-est, ho fa fins als 4.300 metres. Es troba a les Muntanyes Saint Elias, a l'estat del Yukon.
Fou anoemanada en record de Sir Sam Steele, oficial de la Policia Muntada del Canadà, a càrrec del destacament a la zona del Yukon durant la febre de l'or de Klondike.
La primera ascensió fou el 1935 per Walter Wood i la seva dona Foresta Wood.
El 2007 i 2015 es van produir enormes esllavissades a la muntanya, considerades de les més grans mai registrades mai al Canadà.